# Pan-blå kraften
Den pan-blå kraften (Fànlán Jūn) är en politisk koalition i Taiwan (Republiken Kina), bestående av Kuomintang, Folkets första parti och Nya partiet.